# Konrad Pfettisheim

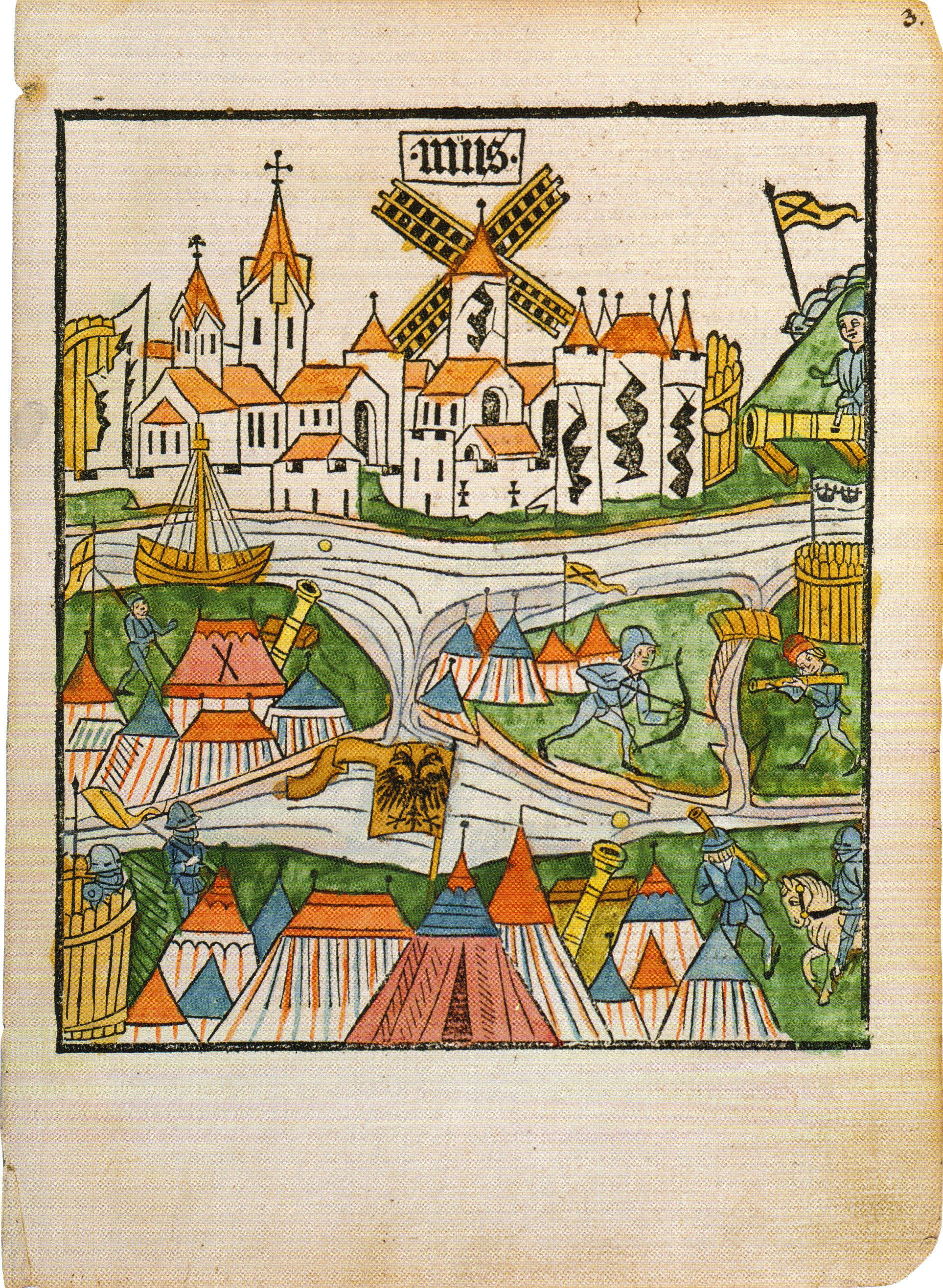
Darstellung aus der Reimchronik: Belagerung von Neuss

Konrad Pfettisheim (* 15. Jahrhundert; † 1516 in Straßburg) war der Autor einer 1477 in Straßburg gedruckten Reimchronik über die Burgunderkriege.
Sein Name wird im Akrostichon am Eingang des Drucks als Conradvs Pfedteshem genannt. Er war sicher Straßburger, aber ein 1456 bezeugter Taschenmacher Conrad von Pfettisheim komme weniger in Frage als ein 1516 verstorbener Priester an St. Thomas in Straßburg, heißt es 1989 im Verfasserlexikon. Die Schlussanrede der Adressaten als "liebe Kinder" verweist auf einen Seelsorger als Verfasser. Ein Straßburger Kleriker dieses Namens ist anderweitig als Autor hervorgetreten: Von ihm stammt aus dem Jahr 1490 eine (im Wortlaut nicht erhaltene) Predigt über das Tanzlied Der scheffer von der nuwen stat.
Da in der diese Predigt überlieferten Handschrift Konrad Pfettesheim als „unser“ Beichtvater vorgestellt wird, liegt es nahe, an das Reuerinnenkloster zu denken, denn ein Konrad Pfettesheim war 25 Jahre lang Beichtvater und Wohltäter dieses Klosters. Sein Grabstein, der ursprünglich wohl im Kreuzgang stand, wurde auf der Vorstandssitzung der Gesellschaft für Erhaltung der geschichtlichen Denkmäler im Elsass am 14. November 1888 kurz vorgestellt. Einer jüngeren Quelle entnimmt man als Datierung des Grabsteins aber das Jahr 1500.
Dass der von Kindler von Knobloch mit dem Todesjahr 1516 nachgewiesene Animissarius von St. Thomas – Tobler gibt an, er liege in St. Wilhelm zu Straßburg begraben – der Reuerinnen-Seelsorger war, ergibt sich aus weiteren Hinweisen im Bulletin der genannten Gesellschaft. Am 24. Januar 1906 wurde berichtet, man habe im Chor der ehemaligen Reuerinnenkirche St. Magdalena eine Inschrift mit dem Namen Conrads von Pfettisheim, Animissarius von St. Thomas, freigelegt. Später wurde mitgeteilt, in der ehemals zum Reuerinnenkloster gehörigen Gymnasialkapelle von Hagenau befinde sich ebenfalls eine Inschrift Conradi de Pfettisheim, Argentinensis (aus Straßburg).
Der erstgenannte Grabstein befindet sich im Garten des Frauenwerksmuseums in Straßburg und trägt in der Tat die Inschrift: GEDENCK IN GOTT CONRAD PFETESHEIM PRIESTER VORZITEN XXV IOR LANG BICHTER DISES CONVENTS GUTTETEL UND GRETRWER DINER. STARB ANNO MCCCCC. Einer französischen Kurzbiographie, die sich in den Inventarisierungsunterlagen des Museums befindet, entnimmt man: Pfettisheim studierte in Erfurt (1460) und hatte in Straßburg ab 1470 verschiedene Pfründen inne. Ab 1470 war er Kaplan in St. Nikolaus, ab 1480 in St. Stephan. Von ca. 1490 war er Prediger und Beichtvater im Reuerinnenkonvent. Bis zu seinem Tod 1516 bekleidete er auch die Stelle eines Animissarius an St. Thomas.
Dass Konrad Pfettisheim der adeligen Familie Pfettisheim angehörte, ist unwahrscheinlich. Eher besteht ein Zusammenhang mit dem 1450 in Leipzig immatrikulierten Johann Pfettesheim aus Straßburg, der 1460/65 eine juristische Handschrift schrieb.

## Nachweise
1. ↑  Erwähnt bei Wackernagel, Das deutsche Kirchenlied, Bd. 3, 1870, S. 1131 Nr. 1310 aus einer offenbar verbrannten Straßburger Handschrift. Siehe auch Walther Lipphardt im Jahrbuch für Volksliedforschung 12 (1967), S. 42–79, hier S. 72.
2. ↑  In den Sitzungsberichten S. 30.
3. ↑  Cahiers alsaciens d'archéologie, d'art et d'histoire 1989, S. 107: Epitaphe murale de Conrad Pfettesheim, 1500.
4. ↑  Er kümmerte sich besonders um die Seelenmessen.
5. ↑  S. 71 und 73, mit US-Proxy: Société pour la conservation des monuments historiques d'Alsace: Bulletin .... Berger-Levrault., 1908, S. 73 (eingeschränkte Vorschau in der Google-Buchsuche).
6. ↑  Zitiert in: Archivalia: Neues zu Konrad Pfettisheim.
7. ↑  Siehe Kindler von Knobloch im Jahrbuch "Adler" 1885, S. 17f. (US-Proxy): Heraldisch-Genealogische Gesellschaft "Adler": Neues Jahrbuch. 1885, S. 17 (eingeschränkte Vorschau in der Google-Buchsuche).
8. ↑  Handschriftenkataloge ONLINE. In: manuscripta-mediaevalia.de. Abgerufen am 14. Januar 2015.